# Les As de la jungle 2 : Opération tour du monde
Série
Les As de la jungle (film)
(2017)
Pour plus de détails, voir Fiche technique et Distribution.
Les As de la jungle 2 : Opération tour du monde est un film d'animation français sorti en 2023 et réalisé par Laurent Bru, Yannick Moulin et Benoît Somville.
C'est la suite des As de la jungle du même studio d'animation, sorti en 2017.

## Synopsis
Henry, un mystérieux castor, recouvre la jungle d'une mousse rose qui explose au contact de l'eau : moins d'un mois avant la saison des pluies, la jungle est donc menacée de destruction, et seul le tatou Albert peut procurer un antidote. Nos héros (le manchot-tigre Maurice, accompagné dans un bocal du poisson-tigre Junior, son fils adoptif ; Miguel, un gorille bleu ; Gilbert le tarsier, un scientifique ; Batricia, une chauve-souris) partent donc à la recherche d'Albert, ce qui les mènera du pôle Nord à l'Extrême-Orient, devant traverser montagnes, déserts et océans. Ils seront accompagnés de leurs amis Al et Bob, et de Camélia, la fille d'Albert. Et seront traqués par 2 acolytes d'Henry : Youri le vautour et Serguei le capucin ...

## Fiche technique
Sauf indication contraire, les informations mentionnées dans cette section peuvent être confirmées par les bases de données cinématographiques IMDb et Allociné,  présentes dans la section « Liens externes ».
- Titre original : Les As de la jungle 2 : Opération tour du monde
- Réalisation : Laurent Bru, Yannick Moulin et Benoît Somville
- Scénario : David Alaux, Jean-François Tosti et Éric Tosti
- Musique : Olivier Cussac
- Décors :
- Costumes :
- Photographie :
- Montage :
- Son : Charles Michaud
- Animation : Frédéric Besson
- Production : David Alaux et Jean-François Tosti
- Sociétés de production : TAT Productions
- Sociétés de distribution : SND
- Pays de production :  France
- Langue originale : français
- Format : couleur — 2,35:1
- Genre : Animation, aventure et comédie
- Durée : 89 minutes
- Dates de sortie :
  - France : 16 août 2023

## Distribution
Sauf indication contraire ou complémentaire, les informations mentionnées dans cette section proviennent du générique de fin de l'œuvre audiovisuelle présentée ici.
- Philippe Bozo : Maurice
- Laurent Morteau : Gilbert
- Pascal Casanova : Miguel
- Céline Monsarrat : Batricia
- David Vincent : Junior
- Emmanuel Curtil : Al
- Paul Borne : Bob
- Maïk Darah : Natacha
- Frantz Confiac : Tony
- Alain Dorval : Goliath
- Léopoldine Serre : Camélia
- Frédéric Cerdal : Albert
- Jérémie Covillault : Henry
- Xavier Fagnon : Youri et Roger
- Gauthier Battoue : Sergueï
- Guillaume Lebon : le grand prêtre et l'orateur
- Jérémy Prévost : Coco, le Kiwi et Molosse
- Voix additionnelles : Sébastien Baulain, Augustin Bonhomme, Kaycie Chase, Jaynélia Coadou, Juliette Croizat, Mathilda El Hammoudani, Marc-Antoine Frédéric, Franck Gourlat, Adrien Larmande, Béatrice Michel, Grégory Quidel, Aude Saintier, Camille Timmerman et Tom Trouffier

## Box office
| Pays ou région   | Box-office        | Date d'arrêt du box-office | Nombre de semaines |
| ---------------- | ----------------- | -------------------------- | ------------------ |
| France           | 829 193 entrées   | 15 novembre 2023           | 12                 |
| Suisse romande   | 10 030 entrées    | en cours                   | en cours           |
| Allemagne        | 126 000 entrées   | en cours                   | 3                  |
| Viêt Nam         | 118 000 entrées   | en cours                   | 6(en cours)        |
| Portugal         | 25 499 entrées    | en cours                   | 7(en cours)        |
| Roumanie         | 44 682 entrées    | en cours                   | 10(en cours)       |
| Russie           | 84 000 entrées    | en cours                   | (en cours)         |
| Slovaquie        | 18 000 entrées    | en cours                   | 4 (en cours)       |
| Tchéquie         | 35 000 entrées    | en cours                   | 6 (en cours)       |
| Turquie          | 109 565 $         | en cours                   | 1 (en cours)       |
| Croatie          | 225 651 $         | en cours                   | 1 (en cours)       |
| Corée du Sud     | 52 193 entrées    | en cours                   | 2 (en cours)       |
| Pologne          | 266 000 entrées   | en cours                   | 2 (en cours)       |
| Norvège          | 281 259 $         | en cours                   | 2 (en cours)       |
| Nouvelle-Zélande | 47 149 $          | en cours                   | 3 (en cours)       |
| Australie        | 275 263 $         | en cours                   | 8 (en cours)       |
| États-Unis       | 831 200 $         | en cours                   | 4 (en cours)       |
| Royaume-Uni      | 384 076 $         | en cours                   | 1 (en cours)       |
| hors France      | 1 464 956 entrées | en cours                   | 1 (en cours)       |
| Total Monde      | 2 294 149 entrées | en cours                   | (en cours)         |